# Euskal Telebista
Euskal Telebista-Televisión Vasca, S.A. más conocida como Euskal Telebista (ETB); fue la empresa de emisión y de producción de televisión del grupo de comunicación público  de la comunidad autónoma de Euskadi en España, dependiente del gobierno vasco. Tenía la figura jurídica de  Sociedad anónima y junto con las de las sociedades  públicas Eusko Irratia-Radiodifusión Vasca S.A., Radio Vitoria, S.A., dedicadas a la producción y difusión de radio, Eitbnet, S.A., dedicada la producción y difusión en internet y el Ente Público Euskal Irrati Telebista-Radio Televisión Vasca conformaba el grupo de comunicación público vasco. Desde el año 2020 está se denomina EITB Media S.A.U. e integra a las demás sociedades a excepción del Ente Público Euskal Irrati Telebista-Radio Televisión Vasca.
El 20 de mayo de 1982, el Parlamento Vasco aprobó por unanimidad la Ley de creación de Euskal Irrati Telebista y dando sustento a la creación del  grupo de radio y televisión pública del País Vasco basándose en el artículo 19 del Estatuto de Gernika. El 31 de diciembre de 1982, con la emisión del mensaje inaugural del lehendakari Carlos Garaikoetxea comienzan las emisiones en pruebas que se formalizarán el 16 de febrero de 1983, siendo la primera televisión autonómica de España, no sujeta a la ley del tercer canal que regulaba la creación de los canales de televisión para las autonomías. En 1986 lanza un segundo canal, lo que se conocería como ETB 2, en lengua castellana manteniendo el inicial, denominado desde entonces ETB 1, en euskera. Posteriormente se crearían más canales y se difundirá por internacionalmente. En el año 2020 absorbió las otras sociedades de producción y distribución de contenidos que formaban parte del grupo EITB y pasó a denominarse EITB Media S.A.U., conformando desde entonces, junto al Ente Público Euskal Irrati Telebista-Radio Televisión Vasca, el grupo de comunicación público vasco  legislativamente dependiente del Parlamento Vasco y del gobierno vasco encuadrada en la consejería de cultura.
Dentro de EITB Media S.A.U. es la parte encargada de la emisión y de producción de televisión que abarca un  ámbito de operación y difusión que comprende la  comunidad autónoma del País Vasco, Navarra y País Vasco francés pudiéndose sintonizar en algunos lugares de las comunidades autónomas vecinas.
Euskal Telebista cuenta con dos cadenas principales; ETB1, generalista en euskera, que comenzó sus emisiones el 31 de diciembre de 1982; y ETB2, generalista en castellano, que comenzó a emitir el  31 de mayo de 1986, y  con dos canales temáticos; ETB3, dedicado al contenido infantil y juvenil, que emite en euskera desde el 10 de octubre de 2008; y ETB4, con programación bilingüe, que se centra en el entretenimiento de producción propia (series, películas y deporte) y comenzó a emitir el 29 de octubre de 2014. Dichos cuatro servicios conforman el múltiplex de TDT con el que cuenta ETB en el País Vasco, su área de recepción de origen. Desde el 21 de diciembre de 2016, el "mux" también incluye las versiones en alta definición de ETB1 y ETB2.
Asimismo, Euskal Telebista distribuye su programación por medio de la web general del grupo  EiTB.eus y el servicio Vídeo bajo demanda (VoD) EiTB a la carta, además de ciertas redes de cable o satélite nacionales e internacionales, donde distribuye con el canal generalista ETBSat (denominado Canal Vasco en América). Además del País Vasco, la señal terrestre de ETB se retransmite, mediante acuerdos, también en la Comunidad Foral de Navarra. Las señales vascas alcanzan también Cantabria, La Rioja y áreas de Burgos. Por su parte, en el País Vasco francés, es posible la recepción de los servicios en euskera por vía satélite, mediante suscripción gratuita.
La empresa, ahora encuadrada en EITB Media S.A.U. tiene el centro de emisión y producción de informativos en la sede del grupo EITB en Bilbao y el centro de producción de programas en San Sebastián, en el barrio de Miramón. Mantiene corresponsalías en Vitoria, Bayona, Pamplona, Barcelona, Madrid, París, Londres, Berlín, Nueva York, Jerusalén, Bruselas y Pekín.

## Cadenas de televisión
ETB contaba con distintos tipos de cadena de televisión. Desde sus orígenes, dos, de carácter generalista, son las principales:
- ETB1: servicio generalista íntegramente en euskera, con la finalidad de difundir la lengua y cultura vascas.
- ETB2: servicio generalista en castellano, del estilo de una televisión autonómica al uso, con vocación de servicio público.

Con la llegada de la televisión digital por cable en los años noventa, mediante la red del operador Euskaltel, ETB comenzó la producción de canales temáticos. A día de hoy, dicha práctica continúa también en abierto, a través de los siguientes servicios:
- ETB3: canal infantil y  juvenil íntegramente en euskera.
- ETB4: canal de entretenimiento (ficción, humor, deportes) y reposiciones bilingüe, en castellano y euskera.

Al margen de los anteriores, ETB contaba con un servicio internacional orientado a la televidentes en el extranjero, denominado EITB Basque. Se trata de un servicio bilingüe, emitido principalmente en castellano, con programación de producción propia de ETB emitida en directo o en diferido respecto a ETB1 o ETB2.

## Historia

### Comienzos

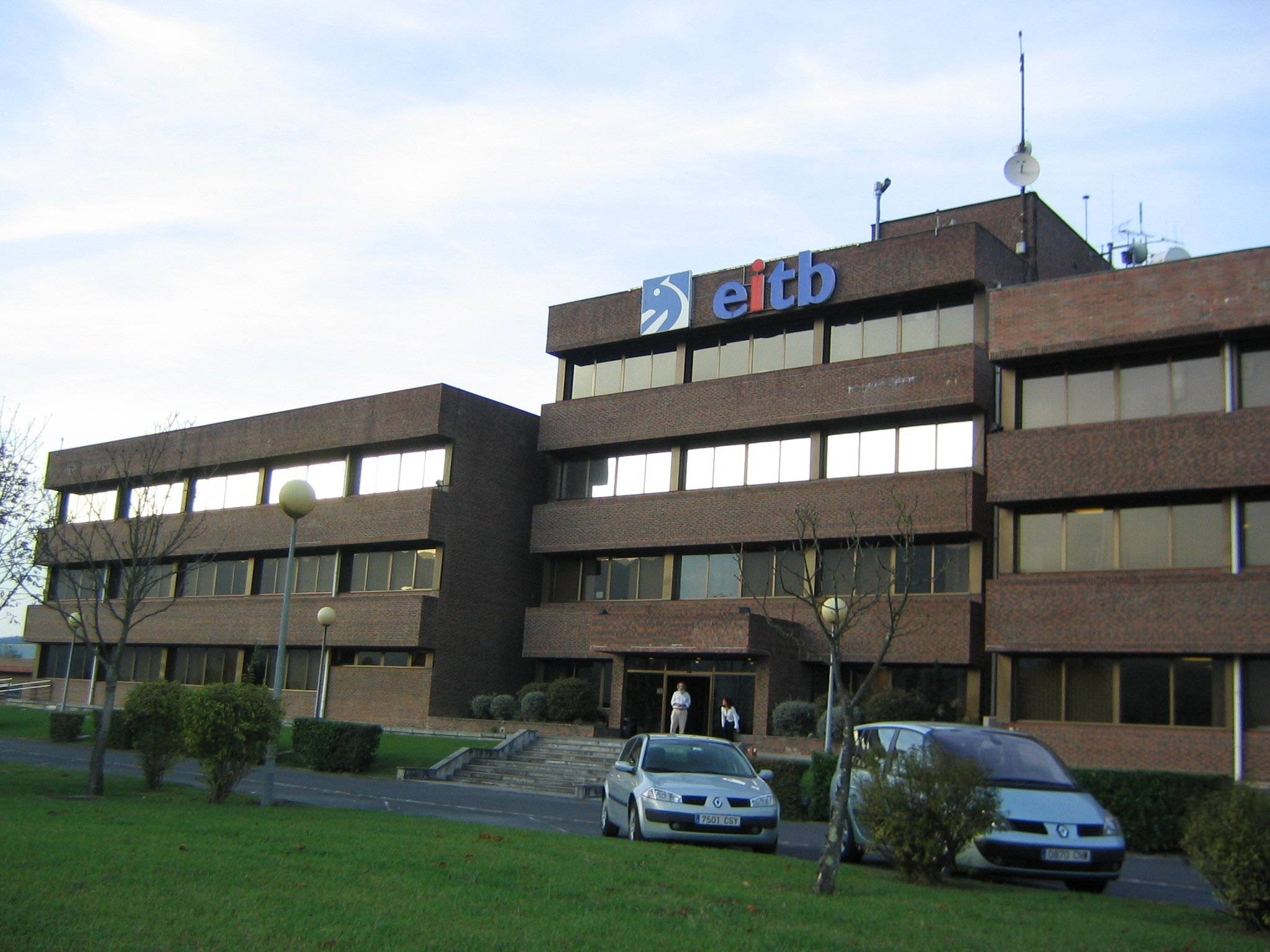
Antigua sede de ETB en Yurreta.

El programa electoral del Partido Nacionalista Vasco (PNV), para las elecciones generales del 15 de junio de 1977 incluía la propuesta de creación de una radio y televisión públicas vascas. En el Estatuto de Autonomía de 1979 se recoge la posibilidad de la creación de un ente de comunicaciones. En las primeras elecciones al Parlamento Vasco, realizadas en 1980, gana el PNV y forma gobierno Carlos Garaikoetxea nombrando consejero de cultura a Ramón Labayen, quien adquiere la responsabilidad de poner en marcha el Ente Público de la Radio Televisión Vasca que incluye a ETB. Desde ese gobierno consideran a la televisión y a la radio vasca como un instrumento fundamental para la supervivencia y normalización del euskera. En 1981 la Diputación de Vizcaya compra 53.000 m² en el término municipal de Durango (en realidad en la anteiglesia de Yurreta, anexionada a esa villa) y a finales de ese año, en noviembre, comienzan las obras de lo que iba a ser la sede de Euskal Telebista.
El Ente Público de la Televisión Vasca (Euskal Telebista) basa su creación en la Ley 5/1982, del 20 de mayo de 1982, de creación del Ente Público Radio Televisión Vasca, que aprueba el Parlamento Vasco en uso de las competencias sobre materia audiovisual que el Estatuto de Autonomía le otorga en el artículo 19. En aquellos momentos en España únicamente operaba el grupo de Radio Televisión Española, que contaba con dos cadenas de difusión nacional. Se estaba negociando la ley de terceros canales para las autonomías, ley que saldría poco después y sería base jurídica para el resto de televisiones autonómicas. Euskal Telebista nace antes de esa ley y por ello se proclama como "4º canal", notificación que apareció por mucho tiempo en su carta de ajuste. Se entendía que el País Vasco tenía, con base en la ley de terceros canales, derecho a otro canal de TV, argumento que se utilizó para la creación de ETB2.
El embrión del actual Grupo de comunicación público vasco fue la escuela de televisión que se creó en Vitoria en 1981. Esta escuela, con sede en un sótano de la sede administrativa del Gobierno Vasco en el barrio de Lakua de la capital alavesa, tenía la finalidad de preparar técnicamente a un grupo de trabajadores que luego pondría en marcha la radio y televisión. Se contrató a la empresa alemana Studio Hamburg como asesora, y ya en el año 1982 el grupo de trabajadores (siete periodistas y 24 técnicos) se desplazó a Hamburgo (Alemania) para su capacitación técnica.
Mientras tanto, en el corazón de Vizcaya, en Yurreta (que entonces aún estaba anexionada a la villa de Durango), en unos terrenos adquiridos y cedidos por la Diputación de Vizcaya, se estaba construyendo la sede del Grupo. La empresa de ingeniería que realizó las instalaciones, las más modernas del momento (se usaba por primera vez en España matrices de conmutación y magnetoscopios Umatic) fue Page Ibérica con sede en Madrid, que tenía experiencia en otros montajes de este tipo, por ejemplo en aeropuertos mientras que el edificio estaba bajo la supervisión de la empresa bilbaína de ingeniería IDOM. En Madrid la empresa PESA (Productos Electrónicos S.A) construía la primera unidad móvil, desde donde saldría al aire en la primera emisión de la cadena, que llegó a los hogares vascos el 31 de diciembre de 1982 a las 0:00 con un mensaje del lehendakari Carlos Garaikoetxea y se empezaba a emitir gracias a los profesionales que se habían establecido en el edificio, todavía en construcción, el 29 de octubre de ese mismo año. De ese modo se convirtió en el primer canal autonómico creado en España. En enero de 1983 Euskal Telebista adquiere la capacidad legal para realizar contratos laborales, hasta entonces todos los trabajadores de ETB dependían de la consejería de cultura del gobierno vasco.
Una de las finalidades principales del grupo EITB en general y de ETB en particular, es la normalización lingüística. Por ello las emisiones de este canal fueron íntegramente en euskera, aunque subtituladas en castellano.
En 1980 Ramón Labayen creaba en San Sebastián la Irrati-Telebista eskola, donde se comenzó a formar a actores de voz en euskera y a los futuros presentadores de la televisión y la radio vascas. Se proyectaron dos tipos de curso diferentes, uno de locución presentación y otro de doblaje. Posteriormente estas instalaciones servirían para el doblaje del material que se emitió en euskera al comienzo de las emisiones de ETB tras el nacimiento del Filmen Bikoizketarako Zentroa (Centro de Doblaje de Películas).

### Estabilización. ETB2

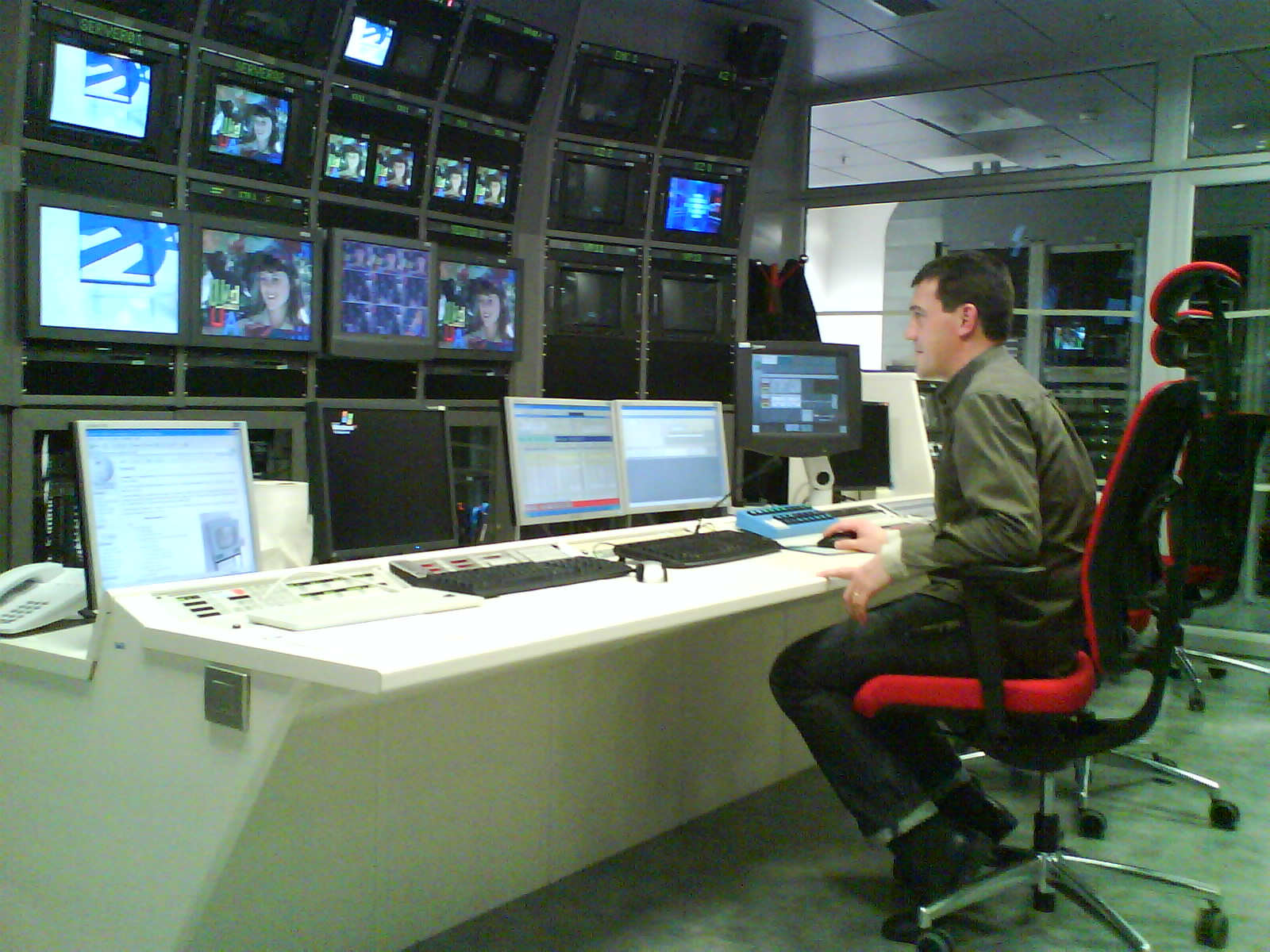
Control del canal ETB1 en la sede de Bilbao. Año 2008.

El periodo pruebas concluyó el 16 de febrero de 1983 cuando el personal entra en nómina de la nueva em presa y comienzan las emisiones regulares de Euskal Telebista que a finales de ese año pondrían dos informativos diarios en antena. En agoto de 1983, antes de las inundaciones que asolaron el país, se decide la ubicación del centro de producción en San Sebastián, aprobándose el inicio de la obra que tardaría cuatro años en culminarse. El 22 de noviembre de 1983 el Consejo de Administración aprueba el establecimiento del centro de producción en el barrio donostiarra de Miramón y el acondicionamiento provisional del gimnasio del Patronato San Miguel, centro de atención a personas discapacitadas intelectualmente de pendiente de la Caja de Ahorros Municipal de San Sebastián, como plató de producción usando como medios técnicos los de la unidad móvil. Estas instalaciones provisionales entrarían en producción en marzo de 1984. Las instalaciones definitivas se inauguraron el 20 de febrero de 1987 y constaban de dos platós de 800 m², que después sufrirían varias ampliaciones posteriores.
Siendo director general José María Gorordo, en 1986 sale al aire, de forma irregular e intentado justificarlo como 3.er canal, ETB2, que emitiría en castellano desde sus comienzos, convirtiéndose así en la primera televisión autonómica con 2 canales. El primer canal se llama ETB1 y emite íntegramente en euskera, y el segundo recibe el nombre de ETB2 y tiene una programación generalista en castellano. Desde sus comienzos se siguió la política de emitir los eventos deportivos y la programación infantil en el primer canal (ETB1).
Por aquella época, y con la existencia ya de otras televisiones autonómicas, TVG (Galicia), TV3 (Cataluña) y Canal Sur (Andalucía), se crea la FORTA, a la que luego se irían sumando las nuevas televisiones que irían surgiendo. Este organismo sirve para la adquisición de productos (películas, derechos de retransmisión...) y creación de políticas comunes.

### Crecimiento del número de canales
La ley de la televisión privada dio pie al nacimiento de los canales privados estatales, los cuales aumentaron la competencia por la audiencia, y comenzaron las emisiones vía satélite para la emigración vasca en América. El nacimiento de las plataformas digitales dio lugar a un aumento de canales. 
En 2001 comienzan las emisiones de ETBSat para difundirlo por Canal+ al resto de España, y en libre a Europa por medio del satélite ASTRA; y Canal Vasco, dirigido especialmente a América, donde se puede recibir vía satélite y por diferentes operadores de cable. Estos dos últimos canales emiten únicamente producción propia, informativos, deportes, teleseries, concursos etc. que se producen para los dos canales principales, por ello su programación se realiza en euskera y castellano.
Los cambios producidos en la realidad audiovisual provocaron que en 1998 se modificara la Ley de creación del ente EiTB, donde se introdujeron cambios para un mayor control del grupo por parte del Parlamento Vasco.
Las emisiones se realizan desde el centro de Yurreta, el área de emisión (que data de 1997) es totalmente digital (SDI), y está automatizada mediante robots y servidores de vídeo. El programa que se utiliza para la automatización es el "EVA", de la empresa francesa AAVS (ya desaparecida).
El 10 de octubre de 2008, comenzó sus emisiones el canal ETB3, dedicado especialmente a la juventud, ocio, reportajes y noticias. Emite íntegramente en euskera y se puede ver a través de la TDT.

### Cambio de sede y tecnología

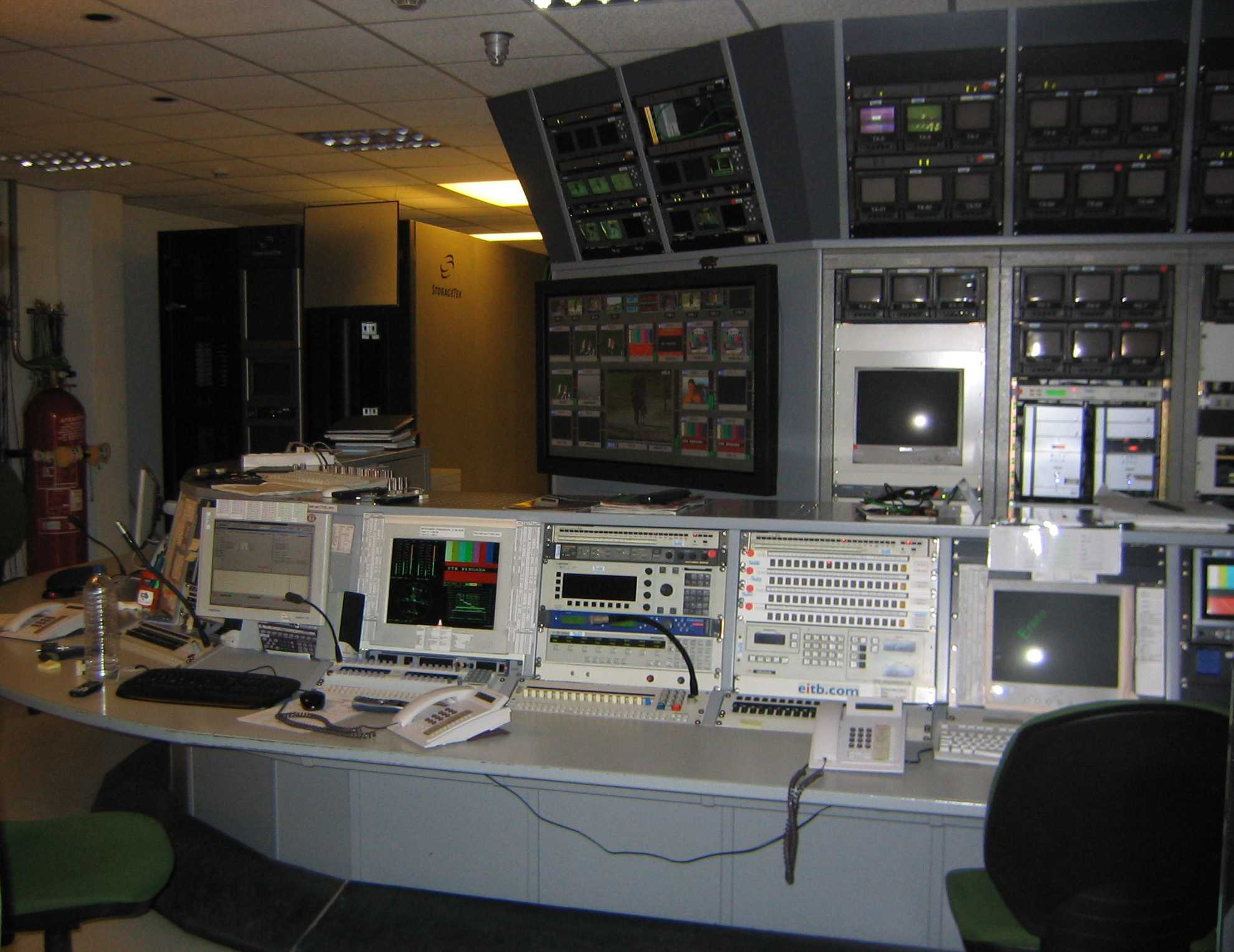
Antigua área de control central del centro de emisión y producción de informativos de ETB en Yurreta.

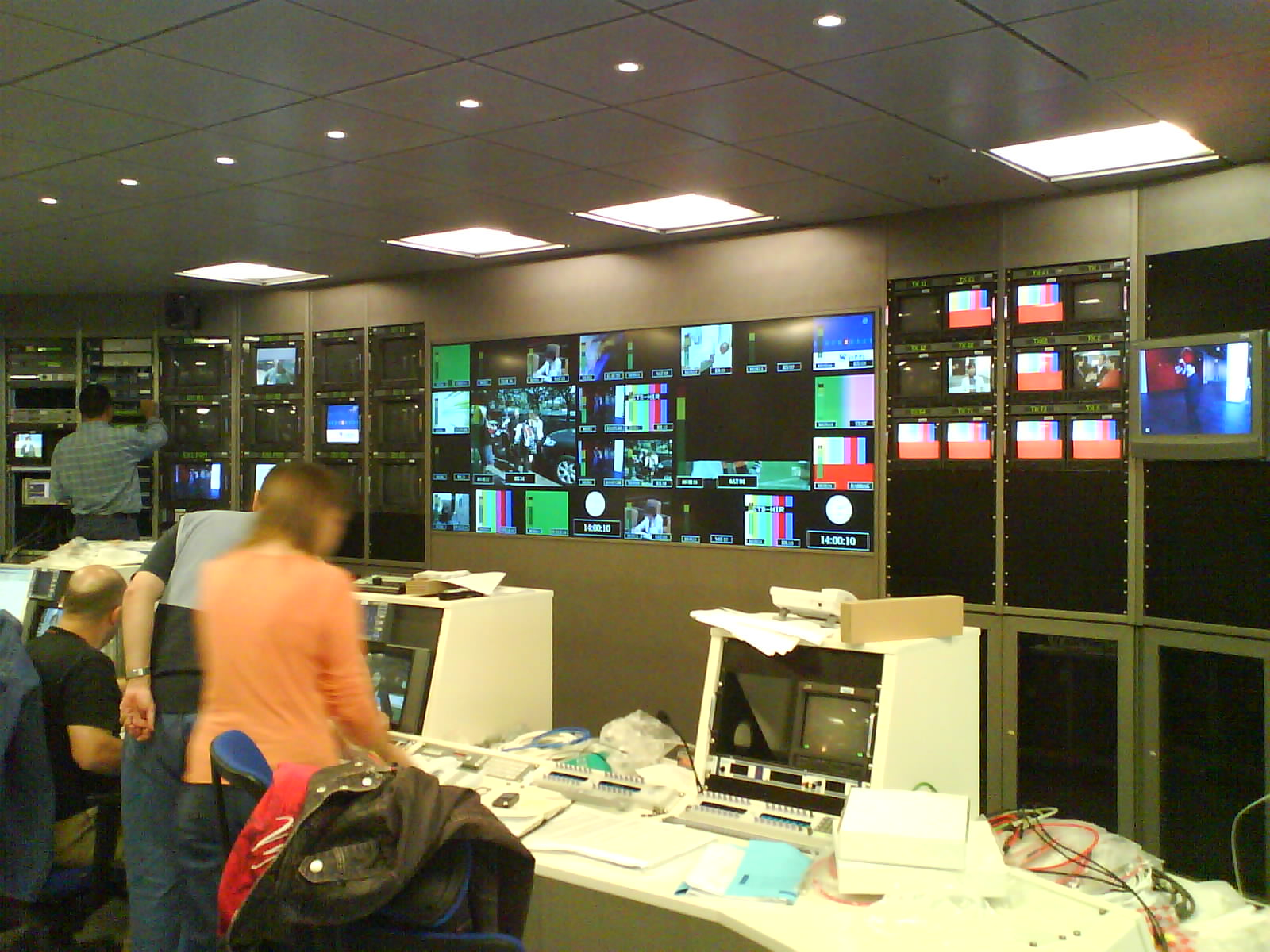
Control central de ETB en Bilbao.

En primavera de 2002 la dirección de Euskal Irrati Telebista hace pública su intención de realizar un traslado de la sede y de las instalaciones del centro emisor y de informativos de Yurreta a Bilbao. Se justifica dicho traslado con la unificación de las empresas que el grupo tiene en diferentes sedes por Vizcaya, Radio Euskadi está situada en el edificio de la delegación del gobierno vasco en Bilbao, ETB en Yurreta y la oficina comercial también se encuentra ubicada en la capital vizcaína. Cuando en el 2003 se funda la nueva empresa del Grupo, EITBNET, dedicada a la gestión y creación de páginas web y a la difusión de información por Internet, esta se ubica en Zamudio, así como el espacio necesario para el cambio tecnológico que hay que realizar en la producción, especialmente de informativos, de televisión.
Se aprovecha el traslado de la Feria Internacional de Muestras de Bilbao a sus nuevas instalaciones de Baracaldo para que sean cedidos a EITB los pabellones 7 y 8, que se sitúan en el edificio Bami con una superficie de 32.000m² con alturas entre los 8 y los 12 m. Finalmente el pabellón 8 quedaría ocupado solo en parte por EITB.
El traslado contó con la oposición de los representantes de los trabajadores, por considerar puramente política la decisión de abordar el mismo y perjudicial para más de la mitad de la plantilla. Las nuevas instalaciones fueron inauguradas oficialmente el 3 de abril de 2007, aún inacabadas. El 25 de septiembre de 2007 se oficializó el cambio de ubicación de las instalaciones de la empresa.
- Wikisource contiene obras originales de o sobre Euskal Telebista.

### La llegada de la TDT
El llamado apagón analógico en el año 2010 forzó a la asignación a EITB de un mux de TDT en el que portar cuatro canales de TV. Las emisiones de TDT se habían conformado con los dos canales principales, ETB1 y ETB2 y los secundarios Canal Vasco y ETBSat. Se decidió la creación de dos canales específicos para completar el mux, dejando Canal Vasco y ETBSat para su emisión por satélite. Se proyectó crear ETB3, un canal íntegramente en euskera con una programación destinada al público infantil y juvenil, y ETB4, con programación de deportes. 
El 10 de octubre de 2008 se inaugura ETB3 y se deja ETB4 para el año siguiente. Las circunstancias políticas y económicas cambian y la crisis económica de 2008 impide que el proyecto se llegue a culminar. En septiembre de 2011, tras unos meses de emisión diferenciada con ETBSat, se presenta y emite ETBK / Sat, un canal que basándose en la programación de ETBSat incorpora una amplia programación deportiva, y que finalmente acabaría denominándose ETB4. En 2012 se realiza una reasignación de canales pasando la distribución de ETBSat a Internet, poniéndose a disposición en la página web de EITB y en EiTB nahieran/EiTB a la carta, el servicio de televisión a la carta, y dejando a Canal Vasco para la distribución satelital destinada a América, dando servicio a la amplia "diáspora vasca" y siendo un exponente de la cultura vasca. El "mux" de TDT queda conformado con los canales ETB1, ETB2, ETB3 y ETB4, con desconexiones para los diferentes territorios históricos para ETB1 y ETB2. A finales de 2016 se incorpora al "mux" las versiones en alta definición de ETB1 y ETB2.

### La Alta Definición
El año 2011, sumida en una grave crisis por la pérdida de audiencia y de recursos publicitarios, manteniendo congelada la aportación del Gobierno Vasco, Euskal Telebista monta una continuidad de alta definición y renueva, equipándola con tecnología de alta definición, su unidad móvil número 1 que es inaugurada en noviembre de ese año.
La continuidad de alta definición comienza su emisión con contenidos específicos, aunque mayormente haciendo seguimiento de los programas de los canales principales, distribuyéndose por cable mediante el servicio prestado por  Euskaltel. El 21 de diciembre de 2016 se pone en marcha una nueva cabecera de TDT en la cual se crean, para su distribución dentro del "mux" de TDT, dos canales de alta definición que se destinan a los canales principales, ETB1 y ETB2. En primavera de 2017 se completa la instalación del área de continuidad para los canales principales equipandola con tecnología de alta definición, comenzando a emitir desde ellas el  20 de marzo de 2017.

### Nueva estructura societaria
El 14 de julio de 2020 el gobierno vasco aprueba el cambio de la estructura societaria del grupo Euskal Irrati Telebista en la que se mantiene el Ente Público EITB y se fusionan todas las demás empresas (Eusko Irratia, Radio Vitoria, Euskal Telebista e EiTBNET), que tenían la fórmula jurídica de sociedad anónima, en una única sociedad que pasa a denominarse EiTB Media que es una sociedad anónima pública. Los trámites burocráticos quedaron completados en noviembre de ese mismo año y la escrituración de las nuevas empresas se hizo en el  Registro Mercantil con efectos retroactivos al 1 de enero de 2020.
Euskal Telebista fue la sociedad en la que convergen las demás empresas para la creación de la nueva al ser la sociedad que más volumen de trabajadores tiene, la sociedad que más activos tiene, que más contratos tiene... por tanto, a efectos de la adaptación jurídica de la estructura societaria, era más sencillo plantearlo de esa manera. La justificación dada por los responsables fue la de la mejora de la eficiencia del grupo.

## Amenazas y atentados
La televisión vasca ha sufrido varias amenazas y ataques. En la sede de Yurreta se produjeron amenazas de bomba que nunca llegaron a materializarse. También los servicios móviles se han visto afectados por ataques de grupos vinculados con el Movimiento de Liberación Nacional Vasco que han llegado a lanzar cocteles molotov a alguna unidad móvil. El 31 de diciembre de 2008, pasadas las 11 de la mañana estalla una bomba de gran potencia contenida en una furgoneta previamente robada en la sede de EITB en Bilbao. Una hora antes de la explosión, un comunicante ánonimo avisaba, en nombre de la banda terrorista ETA de su colocación.
Algunos de los redactores y presentadores, así como algunos directivos, de Euskal Telebista han recibido amenazas mediante carta de la organización ETA en diferentes ocasiones.

## Sedes

### Bilbao (San Mamés)
El antiguo pabellón 7 y 8 de la feria de muestras reúne en sus 15.000 metros cuadrados de superficie y 9 metros de altura todas las instalaciones (a excepción de los almacenes y garajes de unidades móviles y alguna otra dependencia menor) de Euskal Telebista, Radio Euskadi, EITBNET y el Ente. El diseño destaca el dominio de los espacios diáfanos. Una gran sala, de 150 metros de largo, 30 de ancho y 9 de alto es la ubicación de todos los servicios básicos de las empresas de comunicaciones. Las oficinas del Ente ocupan otra sala en la cabecera del edificio, al lado de los despachos de la dirección. En el centro están los tres estudios de televisión y las instalaciones técnicas precisas, salas de posproducción, grafismo, controles de los estudios, ingesta, control central... y al otro lado las parte soporte técnico separado por un gran pasillo de 200 metros de largo y 4 de ancho. Al comienzo del mismo se ubican el área de emisión con los estudios de continuidad.
Hay tres estudios con platós de 275 m²; y otro de 350 m²; y la previsión en el pabellón 8 de la construcción en un futuro de uno de 1000 m²;, dotados de 4 cámaras de la marca Sony y con mezcladores también Sony todo ello en vídeo SDI. El vídeo se complementa con el audio que también es digital. En la redacción se cuenta con un set provisto de dos cámaras. Se ha añadido a estas instalaciones una sala multifunción destinada a la realización de eventos con un aforo de 300 butacas y un gran escenario.

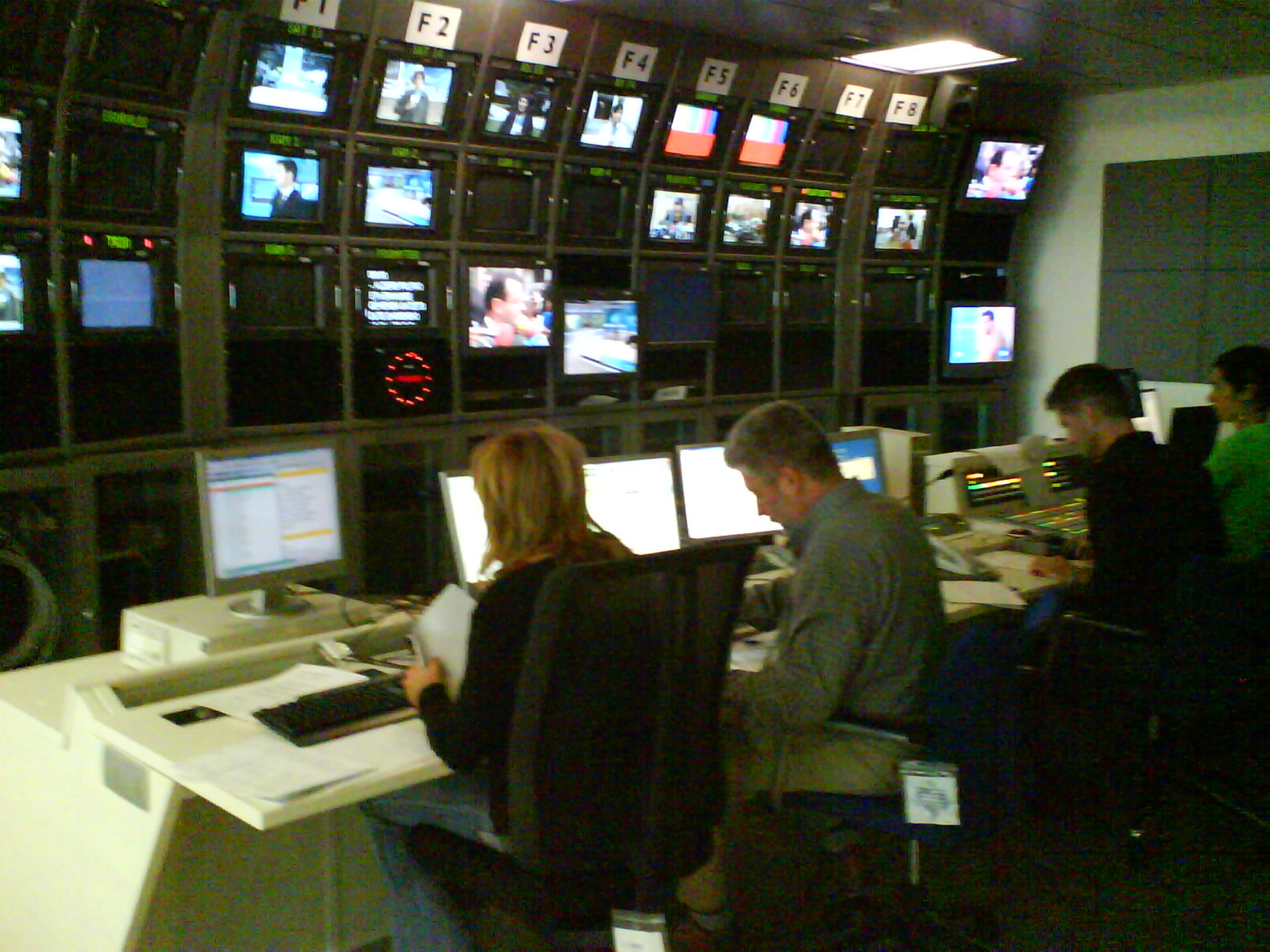
Control de realización del estudio 1.
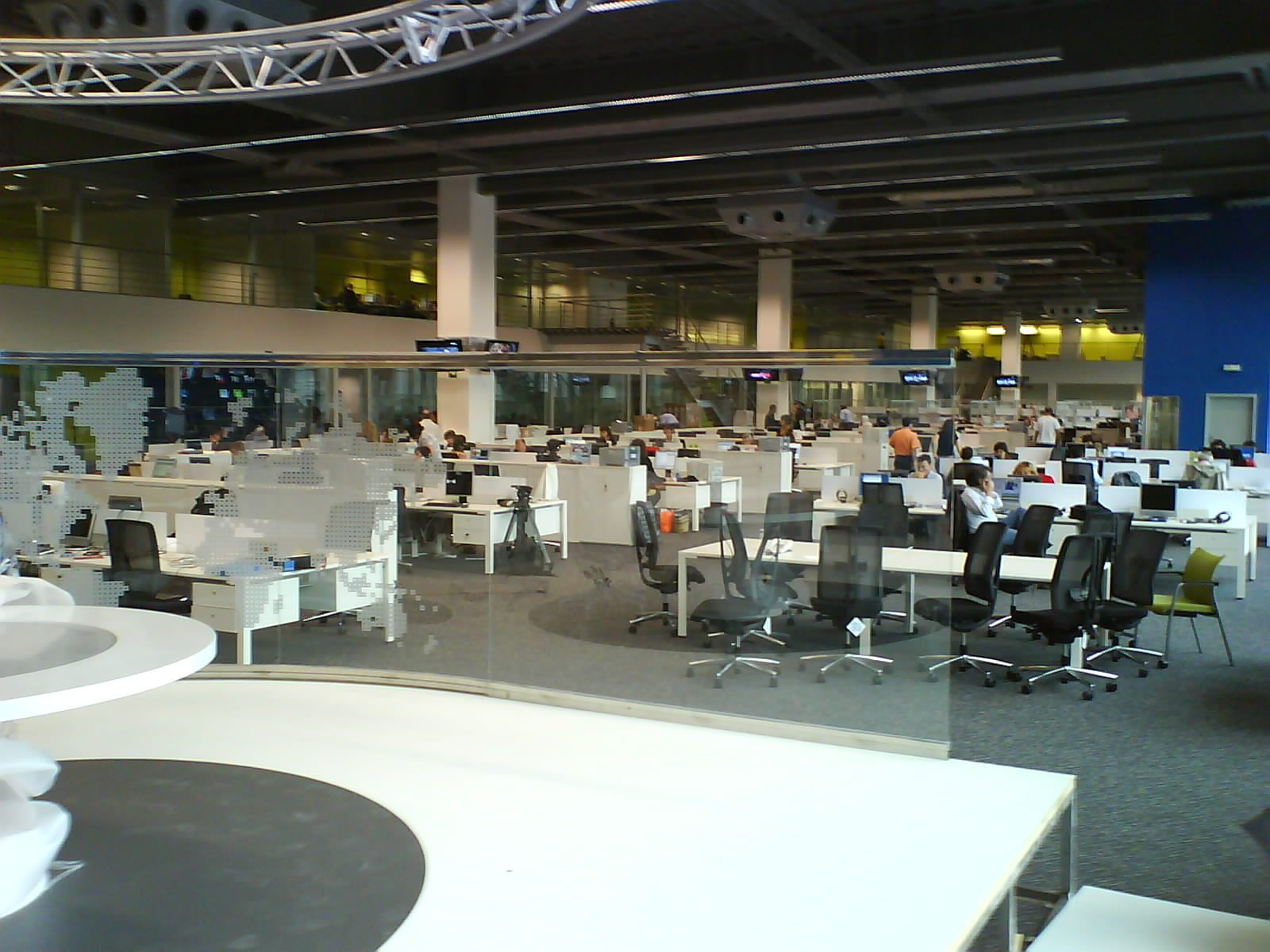
Sala de redacción.
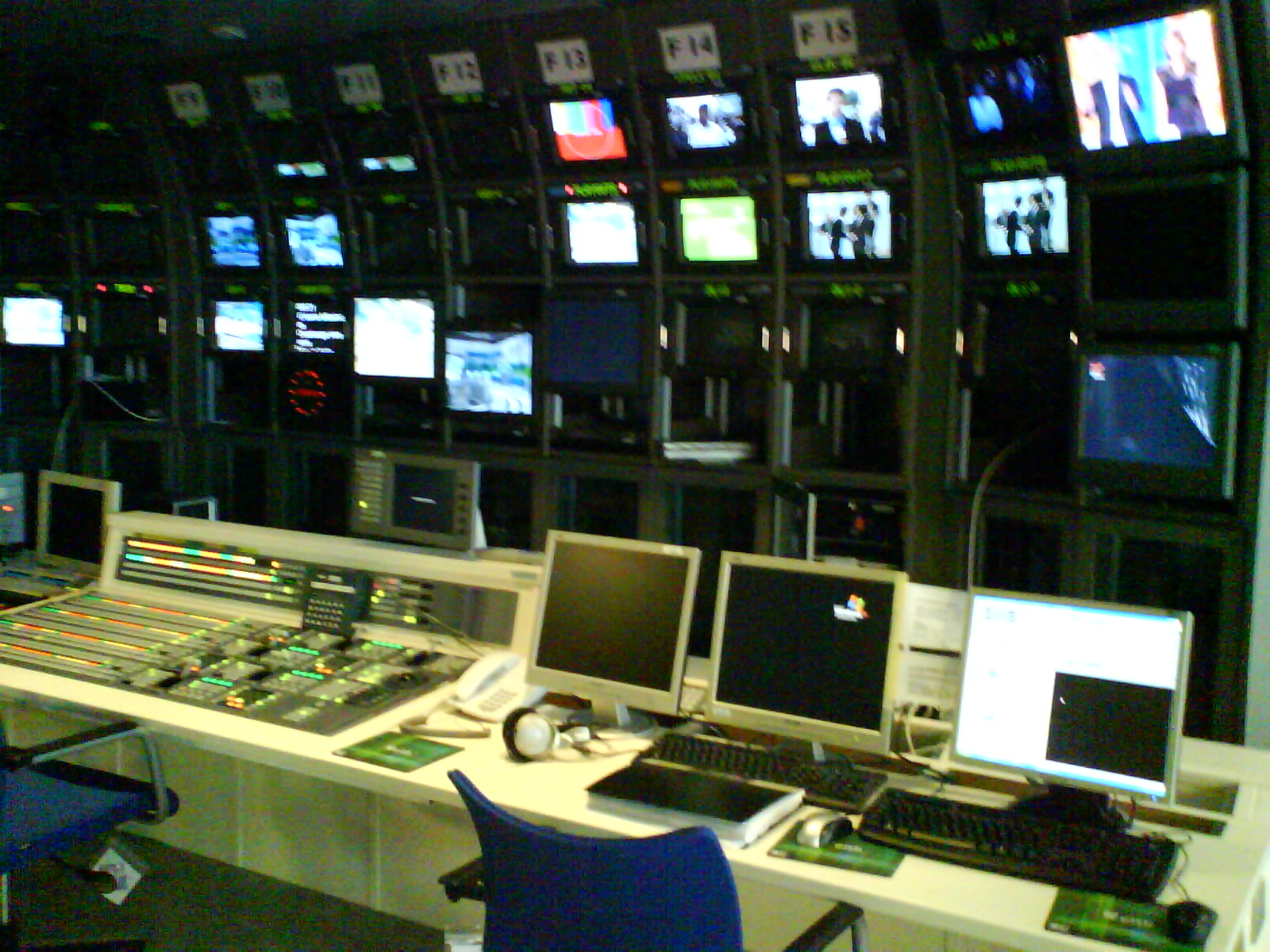
Control de realización del estudio 2.
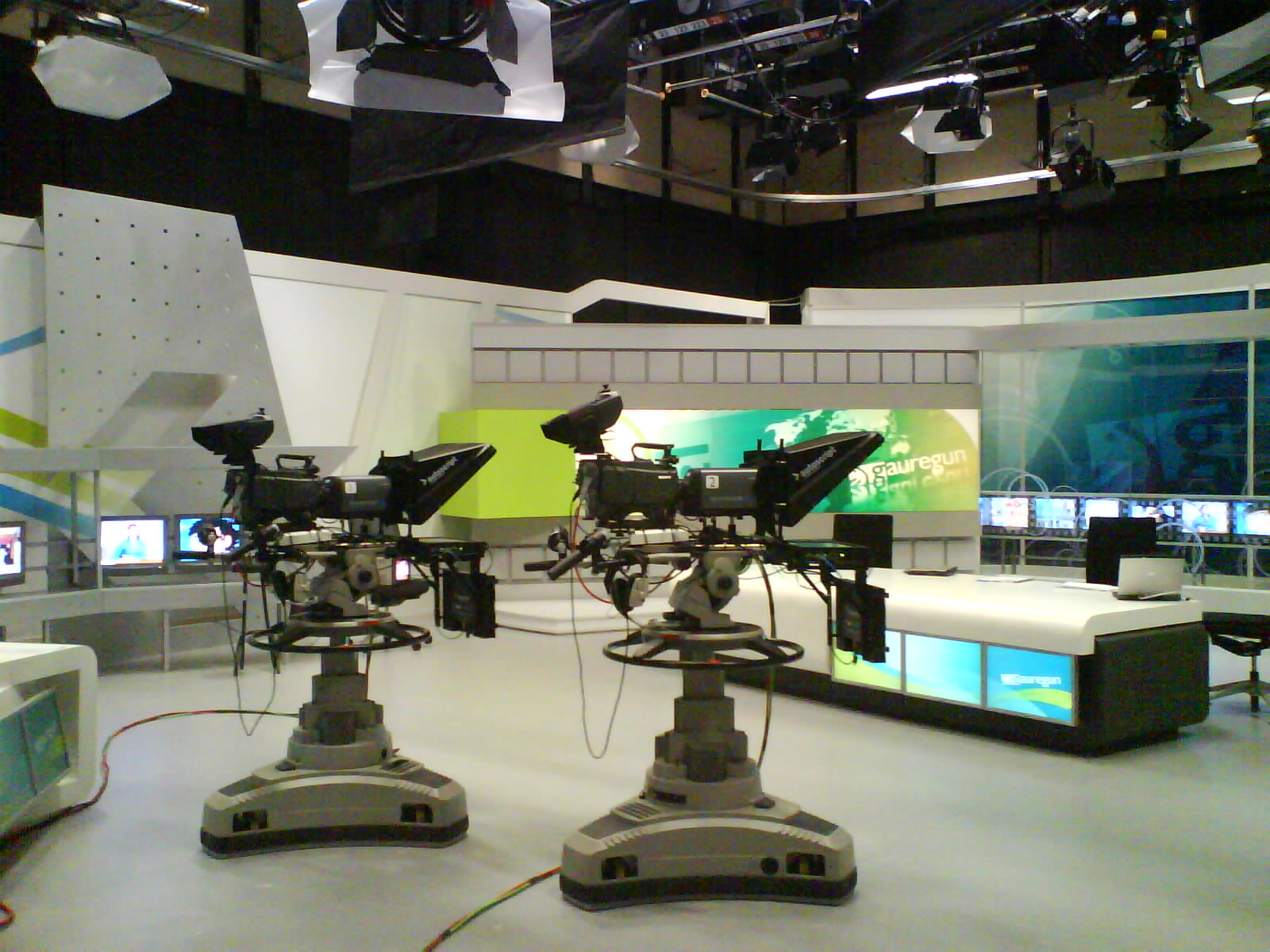
Plató del estudio 1 donde se hace el Gaur Egun.

El sistema de archivo se ha digitalizado siendo posible el acceso en línea a la información desde cualquier puesto de la redacción y su edición posterior en el mismo. Para los equipos de ENG se utilizan cámaras y grabadores Panasonic con tecnología de tarjetas de memoria que son ingestadas, posteriormente, en el sistema de archivo.
Las continuidades, también en vídeo SDI y con servidores, tienen tres áreas de trabajo diferenciadas, una para los canales principales de la emisora, ETB1 y ETB2, otra para los canales secundarios, ETB3, ETB4  (prevista, en principio para el año 2010 y congelada por falta de recursos económicos), ETBSat, Canal Vasco y algunas temáticas, y otra tercera para la gestión de la emisión y la realización de diferentes tareas suplementarias. El sistema de automatización de emisión es de Pebble Beach Systems y la mesa de continuidad es de la casa Miranda.
Complementan las instalaciones las áreas de ingesta (donde se alimenta el sistema de archivo), control de calidad, control central, grafismo electrónico y posproducción.

### San Sebastián (Miramón)

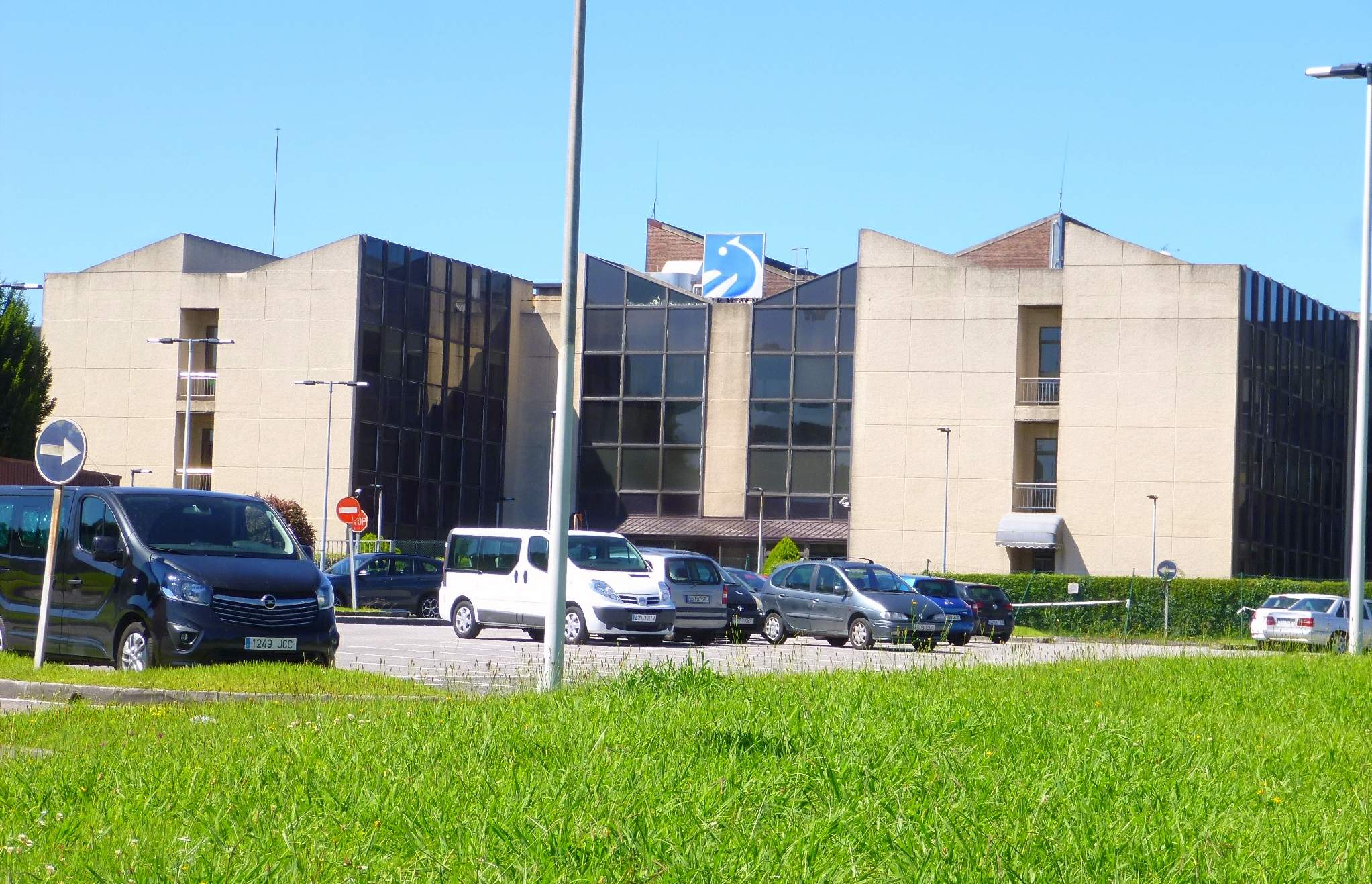
Estudios de ETB en Miramón

El centro de producción de programas de Miramón (San Sebastián) consta de dos estudios con platós de 800 m², uno de 300 m²,  un estudio grande para ficción de 1200 m² y otros dos con pequeños platós de 120 m², así como varias salas de postproducción y grafismo.  Con talleres de carpintería, pintura y almacén de decorados y atrezo. El él también se sitúa parte de la redacción de informativos que trabaja conjuntamente con la redacción central de Bilbao gracias al sistema de interconexión digital al que denominaron como DIGIBAT.

## Difusión

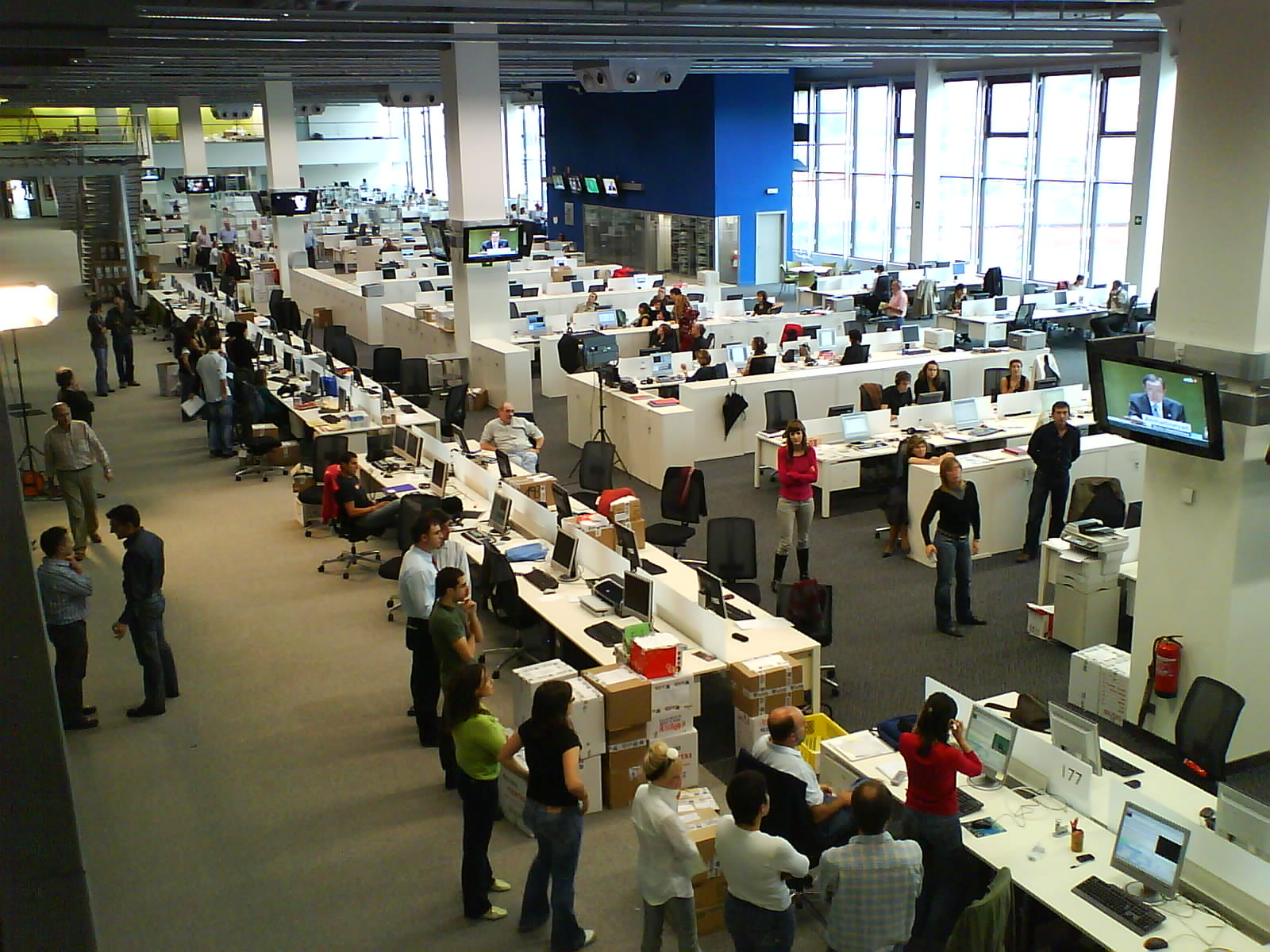
Sala de redacción de ETB en Bilbao.

Los cuatro canales que conforman el mux de emisión por TDT son ETB1, ETB2, ETB3 y ETB4 (ETB1 y ETB2 emiten también en Alta Definición dentro del mismo mux y por cable de Euskaltel) cubren todo el territorio del País Vasco así como Navarra (excepto ETB4) y el País Vasco Francés. También cubren zonas limítrofes de La Rioja, Aragón, Castilla y León y Cantabria. Los canales de difusión vía satélite cubren Europa y América.
En  2002 recogió, en el centro emisor, la cabecera digital adquirida por el Gobierno Vasco para la emisión en tecnología Televisión Digital Terrestre (o terrenal) (TDT) en la que se emitieron, formando un mux, los canales generalistas (ETB1, ETB2, ETBSat (hasta 2014) y Canal Vasco (hasta 2008) así como las cinco radios de EiTB de forma experimental pasando a ser emisiones formales desde el 2005.
En el año 2008 comienza a emitir en sustitución de Canal Vasco, ETB3, un canal íntegramente en euskera, al igual que ETB1. Este canal tiene una programación especialmente dirigida a jóvenes. En el año 2014 se pone en el aire ETB4 en sustitución de ETB K / Sat. Se trata de un canal bilingüe enfocado en el entretenimiento general que también cuenta con espacios documentales y deportivos.
Tras el apagón analógico de 2010, ETB1 y ETB2 continuaron sus emisiones en analógico, aunque de forma alegal y únicamente en Navarra y, por propagación, en La Rioja. Las emisiones fueron digitalizándose con el paso del tiempo, llegando a emitirse los cuatro canales de ETB en TDT en 2015. Con todo, ETB1 y ETB2 (con desconexiones en esta comunidad) siguieron emitiendo en analógico hasta el 5 de mayo de 2016, cuando el Gobierno central apagó los repetidores analógicos y digitales de ETB en Navarra. A pesar de este apagón, ETB decidió seguir emitiendo ETB1 en analógico, aunque únicamente en la Cuenca de Pamplona, hasta el 22 de septiembre de 2016, día en el que se regularizaron definitivamente las emisiones de ETB en Navarra. Desde entonces, ETB1 y ETB2 emiten en el multiplex autonómico navarro, mientras que ETB3 emite en los multiplex locales en toda la comunidad foral y ETB4 no se emite.
El 21 de diciembre de 2016 comienza a emitir sus canales principales ETB1 y ETB2 en alta definición (HD), manteniendo los mismos en definición estándar (SD) y retira su canal por cable en alta definición ETB HD.
Euskal Telebista también ha producido canales temáticos para Euskaltel (empresa de telecomunicaciones del País Vasco). Estos fueron: Betizu Kanala, dedicado en exclusiva a la programación infantil, "Canal Promo", "Mirador de Fútbol" y ETB HD. 
Canales extinguidos: 
- Betizu Kanala (infantil en euskera); estuvo disponible únicamente en la televisión por cable de Euskaltel, hasta que fue fusionado con ETB3 el 10 de diciembre de 2010.
- ETB HD (canal en pruebas de alta definición); estuvo disponible en la televisión por cable de Vodafone y Euskaltel. Desapareció el 15 de enero de 2017 como consecuencia del inicio de las emisiones en alta definición de ETB1 y ETB2.

ETB tiene sedes totalmente digitalizadas y conectadas por fibra óptica en corresponsalías en Bilbao, Vitoria, San Sebastián, Bayona (País Vasco francés) y Pamplona. También dispone de corresponsalías en Barcelona, Madrid, París, Londres, Berlín, Estrasburgo, Nueva York, Oriente Medio (Riad), Bruselas y China (Pekín). En el resto de regiones de España la correspondiente sede principal de ente de TV y radio autonómica hace como si fuera corresponsalías de ETB (FORTA).
En Internet se puede recibir a través de la página web del grupo EiTB las emisiones de ETBSat.

## Fuente de actores, actrices, técnicos y directivos
Euskal Telebista y las diferentes productoras que trabajan para ella han sido cantera de muchos presentadores y actores que posteriormente adquirieron fama y relevancia en toda España. De los estudios y platós de ETB han surgido Ramón García, Karlos Arguiñano, Carlos Sobera, Patricia Gaztañaga, Emma García u Óscar Terol. Algunos, como Anne Igartiburu o Jorge Fernández, habían comenzado en canales locales como Arrasate Telebista, pero aumentaron considerablemente su experiencia y popularidad en ETB antes de pasar a otras cadenas mayores.
No sólo los actores y actrices que han pasado por los platós de ETB han tenido éxito, muchos cámaras, operadores, ingenieros que comenzaron sus vidas profesionales en ETB luego han sido, y son, muy solicitados por el mercado audiovisual español. Incluso directivos y altos cargos han emigrado a otras cadenas nacionales.

## Polémicas
Algún programa de Euskal Telebista han sido polémicos por sus contenidos marcadamente politizados y no neutrales.

### Polémica en 2017
En el año 2017 la cadena ETB1 emitió el programa "Euskalduna naiz, eta zu?" y uno de los episodios emitidos fue fuente de polémica debido a algunas afirmaciones que se hicieron en él. En el episodio emitido el 8 de febrero de 2017 se preguntaba a algunos personajes populares en el País Vasco, deportistas, actores o miembros de colectivos sociales,  sobre "cómo son los españoles" y se realizaba una clasificación en cuatro prototipos: fachas, paletos, chonis y progres. En una de las entrevistas se calificó de "paletos" o "mongolos" a los españoles y la dirección de EITB, empresa matriz de ETB, publicó una nota de prensa ese mismo sábado asegurando que se trataba de un programa de humor "sin ánimo de editorializar". los partidos políticos Unión del Pueblo Navarro (UPN), Partido Popular (PP) y la organización Covite denunciaron el hecho y anunciaron que llevarían el asunto a los tribunales y a la Comisión Europea y el PSE-EE pidió responsabilidades a la dirección de EITB. El asunto llegó incluso al senado de España. Finalmente EITB tuvo que pedir disculpas por ello.

### Betizu en 2022

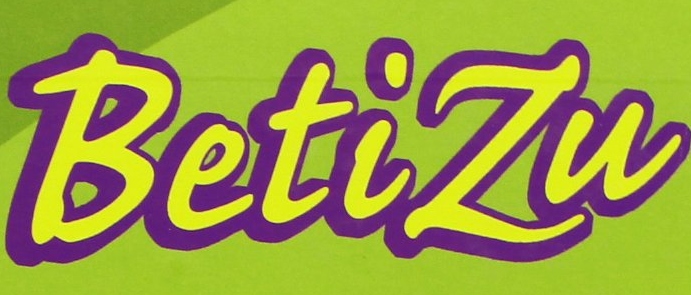
Logo del espacio Betizu de ETB1

En el año 2022 surgió polémica con el espacio infantil Betizu que había formado parte de la programación del canal ETB 1  entre los años 2001 y 2011. Los artistas de Betizu que trabajaban en ese programa, presentadores, actores, cantantes, etc. eran artistas infantiles, niños y adolescentes. Siendo ya adultos, alguno de ellos habló sobre el trato recibido en el programa cuando lo grababan.
La cantante y presentadora Zuriñe Hidalgo fue uno de los muchos artistas infantiles de Betizu, donde estuvo desde los 11 años de edad. En el año 2022, reconoció que no fue fácil ser parte de ese programa siendo tan joven y recriminó al programa y a la cadena ETB1 ciertos hechos, declarando que 

sufría discriminación en situaciones que iban desde la forma en la que le vestían, hasta la forma en la que le trataban.